# ثورة العلي
ثورة العلويين ضد المستعمر  أو ثورة جبال العلويين  كانت انتفاضة شعبية بقيادة الشيخ صالح العلي ضد السلطات الفرنسية ولاحقًا كجزء من الحرب الفرنسية السورية ضد الانتداب الفرنسي على سوريا المعتمد حديثًا، بشكل أساسي في جبال العلويين الشرفاء  على الساحل السوري. وكانت الثورة واحدة من أوائل أعمال المقاومة العنيفة ضد القوى الفرنسية، وقد تحالفت مع غيرها من الثورات في سوريا، منها ثورة إبراهيم هنانو في حلب وأنطاكية والمقاومة من خلال الحرب الفرنسية السورية على يد يوسف العظمة.

## الخلفية التاريخية
في عام 1918، احتلت فرنسا ساحل سوريا وبدأت في التحرك إلى داخل الأراضي. وفي 15 ديسمبر 1918، دعا صالح العلي إلى عقد اجتماع مع وجهاء العلويين البارزين في مدينة الشيخ بدر. وحذر الشيخ العلي الحضور من أن فرنسا احتلت بالفعل ساحل سوريا بهدف فصل المنطقة عن باقي أراضي الدولة، وحثهم على الثورة وطرد الفرنسيين من الأراضي السورية.

## معلومات تاريخية

### الاشتباك الأول
عندما سمعت السلطات الفرنسية بخبر الاجتماع الذي استضافه الشيخ العلي، قامت بإرسال قوة من بلدة القدموس إلى مدينة الشيخ بدر للقبض على الشيخ العلي. ولكن الشيخ علي ورجاله نصبوا كمينًا للقوة في قرية نيها الواقعة غرب بلدة وادي العيون. وهزمت القوات الفرنسية وأصيب أكثر من 35 جنديًا.

### تنظيم الثورة
بعد تحقيق الانتصار الأولي، بدأ الشيخ العلي في تنظيم الثوار إلى قوة منظمة لها قيادتها العامة ورتبها العسكرية. وحظي الجيش الثوري بدعم السكان المحليين وقامت بعض النساء بتوفير المياه والطعام وحلت محل الرجال في العمل في الحقول.
لاحقًا، انقلب الشيخ العلي على الإسماعيليين وهرعت السلطات الفرنسية إلى مساعدتهم. وهاجمت القوات الفرنسية الشيخ العلي في 21 فبراير 1919؛ حيث لاقت هزيمتها الثانية. واستدعت هذه الهزيمة تدخل الجنرال البريطاني إدموند ألنبي؛ حيث طلب من الشيخ العلي وقف القتال والانسحاب من مدينة الشيخ بدر. واستجاب الشيخ العلي لهذه الوساطة، ولكنه طلب من الفرنسيين عدم المكوث في مدينة الشيخ بدر أكثر من ساعة واحدة؛ وهو طلب لم يلتزم به الفرنسيون. وبدلاً من ذلك، تمركزت القوات الفرنسية ونصبت المدافع وبدأت في قصف قرى مدينة الشيخ بدر والرستن. واستمر القتال حتى المساء ونتج عنه هزيمة الجيش الفرنسي للمرة الثالثة على يد الشيخ العلي.
في يوليو 1919، ردًا على هجمات القوات الفرنسية على مواقع الثوار، شن الشيخ العلي هجومًا على العديد من قرى الإسماعيليين التي تحالفت مع الفرنسيين واستولى عليها. وعقدت هدنة بعد ذلك بين الطرفين، ولكن خرقها الفرنسيون باحتلال قرية كاف الجاع. وانتقم الشيخ العلي منهم بالهجوم على بلدة القدموس والاستيلاء عليها؛ وهي البلدة التي كانت تدير القوات الفرنسية عملياتها العسكرية ضده منها.
وفي 20 فبراير 1920، هاجم الشيخ العلي مدينة الميناء طرطوس، ولكن أجبرته القوات الفرنسية على التراجع.

### أثناء الحرب الفرنسية السورية
نسق الشيخ العلي انتفاضته مع ثورة إبراهيم هنانو في حلب وانتفاضة تلكلخ التي قامت بها قبيلة الدندشي والثورة في أنطاكية التي قام بها صبحي بركات. وتلقى التمويل والأسلحة من كمال أتاتورك من تركيا التي كانت تحارب فرنسا في ذلك الوقت أيضًا.
وفي 3 أبريل، في خضم الحرب الفرنسية السورية، هاجمت القوات الفرنسية الشيخ العلي وأوقعت إصابات وخسائر ضخمة بين صفوف قواته، ولكن نجح الهجوم المضاد للشيخ العلي في طرد القوات الفرنسية من القرى التي احتلتها سابقًا.
بدأ توازن القوى يتغير لصالح الفرنسيين بعدما استولوا على دمشق؛ حيث هزموا جيشًا مؤقتًا بقيادة يوسف العظمة في معركة ميسلون في 24 يوليو 1920.

### الاتفاقيات النهائية
في نوفمبر عام 1920، شن الجنرال هنري غورو حملة كاملة ضد قوات الشيخ العلي في جبال الساحل السوري. ودخل مدينة الشيخ بدر التي يقيم بها الشيخ العلي وقبض على العديد من كبار العلويين. وهرب الشيخ العلي إلى الشمال، ولكن قوة فرنسية كبيرة اجتاحت مواقعه في 15 يونيو 1921، وهكذا اختفى الشيخ العلي في مخبئه.

## التداعيات
انعقدت محكمة عرفية فرنسية في اللاذقية وحكمت على الشيخ العلي بالإعدام غيابيًا. وبعدما فقد الفرنسيون الأمل في القبض عليه، صدر مرسوم بالعفو من الجنرال غورو. وفي النهاية، بعد مرور عام عصيب من الاختباء، استسلم الشيخ العلي للجنرال الفرنسي غاستون بيلوت. ووافته المنية في بيته عام 1950.

## انظر أيضاً

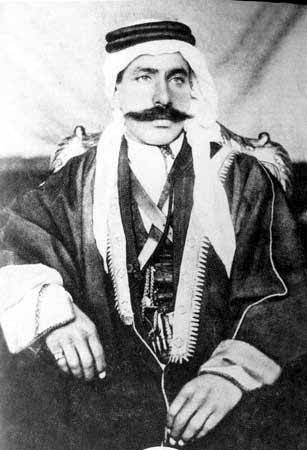
القائد سلطان باشا الأطرش، جبل العرب.
الزعيم ابراهيم هنانو، ادلب..
المجاهد عياش الحاج، دير الزور.
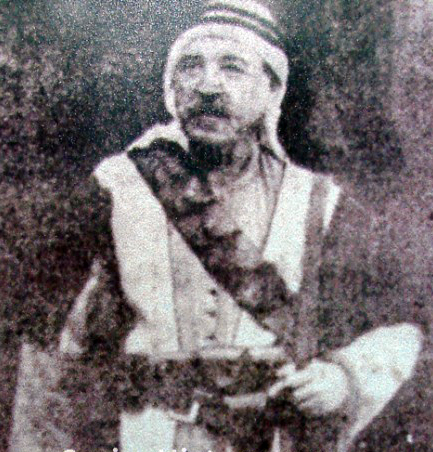
الشيخ صالح العلي، اللاذقية.
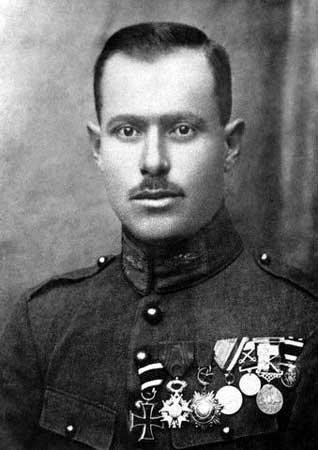
القائد فوزي القاوقجي، حماة.
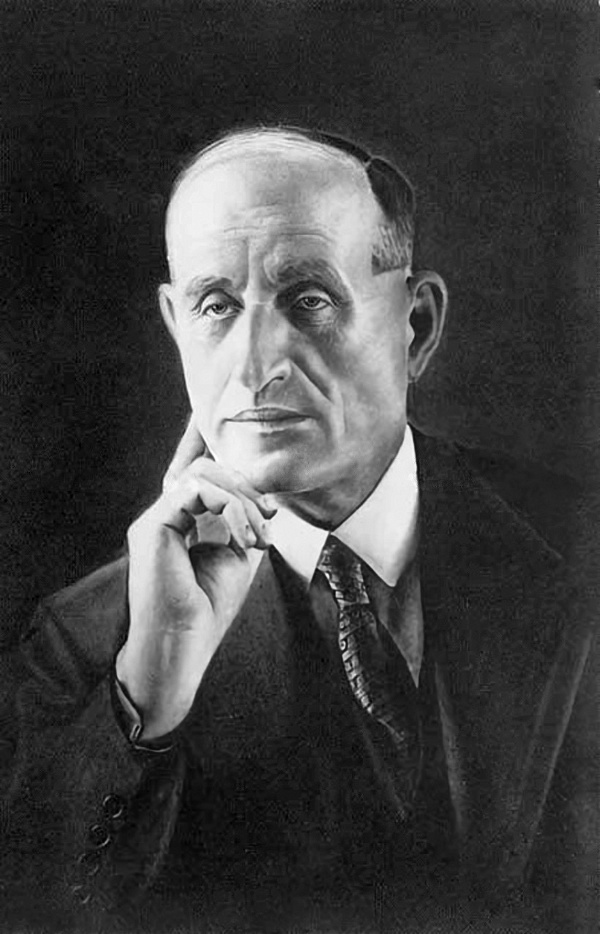
الدكتور عبد الرحمن الشهبندر، دمشق.